# Smen

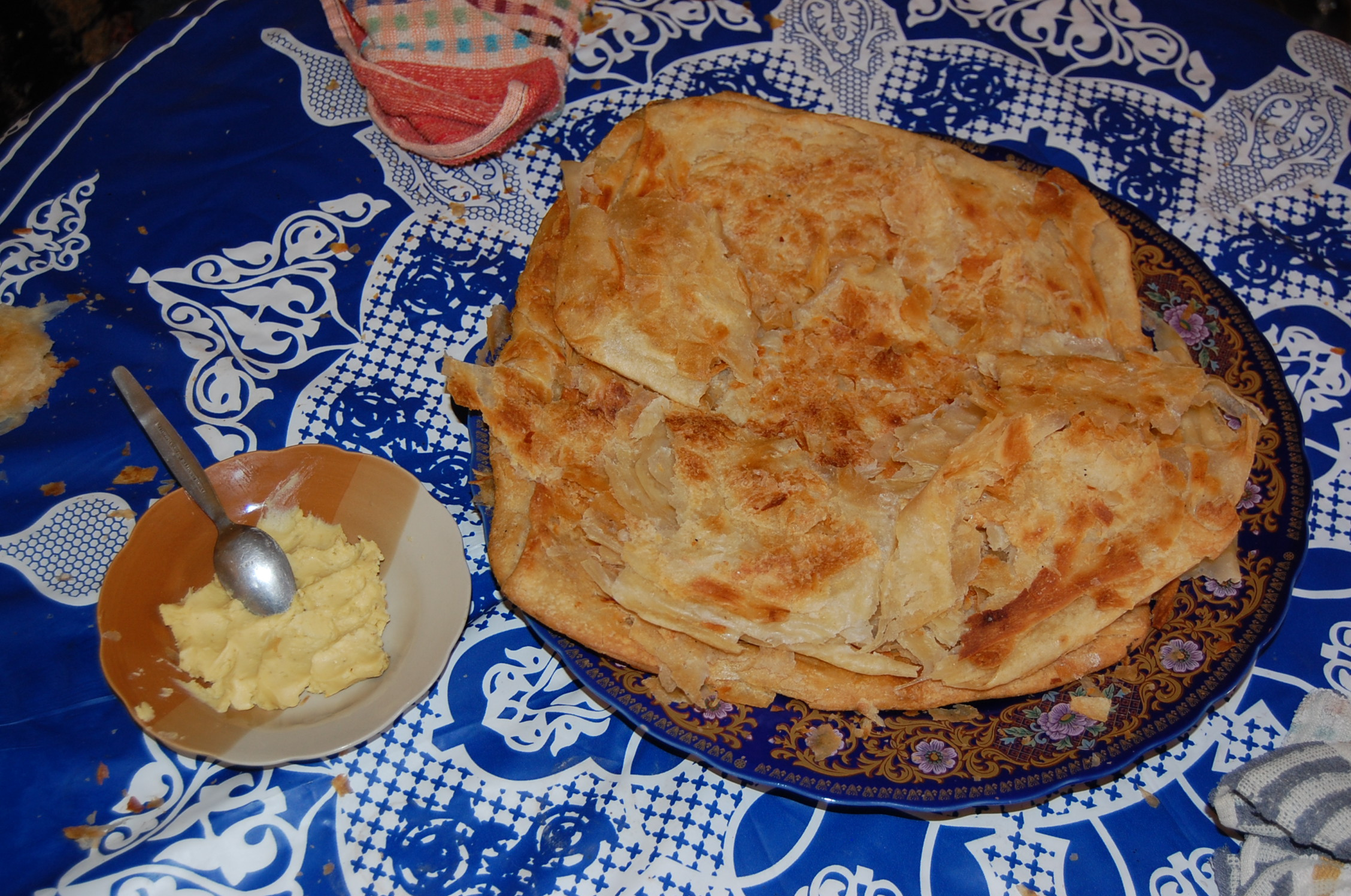
Smen servido

El smen (denominado a veces sman, e incluso semnéh) se trata de una mantequilla clarificada hecha a base de leche de oveja y que tiene un sabor punzante y agradable.
Esta mantequilla se emplea frecuentemente en las gastronomías árabe. Su sabor recuerda mucho al ghee (mantequilla clarificada de leche de vaca) empleado en la cocina de la India.

## Composición y  empleo
Se suele fundir en una olla, expuesta a fuego medio, una cantidad de mantequilla y se clarifica lentamente hasta obtener un producto con un sabor característico.   
Se emplea frecuentemente en platos como el cuscús y algunos tajines.

## Gastronomías árabes
Este tipo de mantequilla se emplea en otros países árabes del Oriente Medio y se denomina samna. En el Líbano el samneh está hecho de mantequilla puesta en punto de hervor hasta que la grasa que contiene se hace translúcida (transparente) como una lágrima (dam'at el-eyn). En ese momento se retira del fuego y se deja reposar en recipientes sellados, pudiendo llegar a aguantar más de un año sin abrir. En Etiopía existe una versión especiada de este tipo de mantequilla clarificada denominada nit'r k'ibe.
- Datos: Q2397413
- Multimedia: Smen / Q2397413